# 湯姆斯·斯蒂爾吉斯

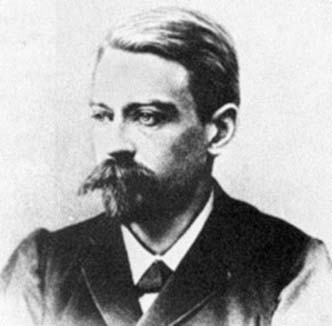
湯姆斯·斯蒂爾吉斯

湯姆斯·約翰·斯蒂爾吉斯（Thomas Joannes Stieltjes）（1856年12月29日—1894年12月31日），荷蘭數學家。他以黎曼-斯蒂爾吉斯積分而聞名後世。
斯氏的父親是著名工程師，參與了鹿特丹的碼頭的建築。
1873年，斯蒂爾吉斯進入代爾夫特工業學院。他對圖書館內高斯、雅可比的著作，比老師的課堂更有興趣。後果是1875年和1876年考試不及格，令他父親相當失望。幸好，萊登天文台台長是他父親的朋友。1877年4月他開始在天文台當助理。1882年11月，他向數學家埃爾米特求教一些天體力學的問題。不久後他們的通信便以數學為主，斯氏的空餘時間完全被數學佔據了。1883年1月起，台長讓斯氏不用將負責觀測工作。9月至12月代爾夫特大學聘請他暫代一個生病的教授。1884年，哥廷根大學有一個空缺，斯氏申請了，然而因為他沒有正式的學位，大學決定另選一人。直至1886年，他才取得正式的博士學位。